# Brachychiton discolor

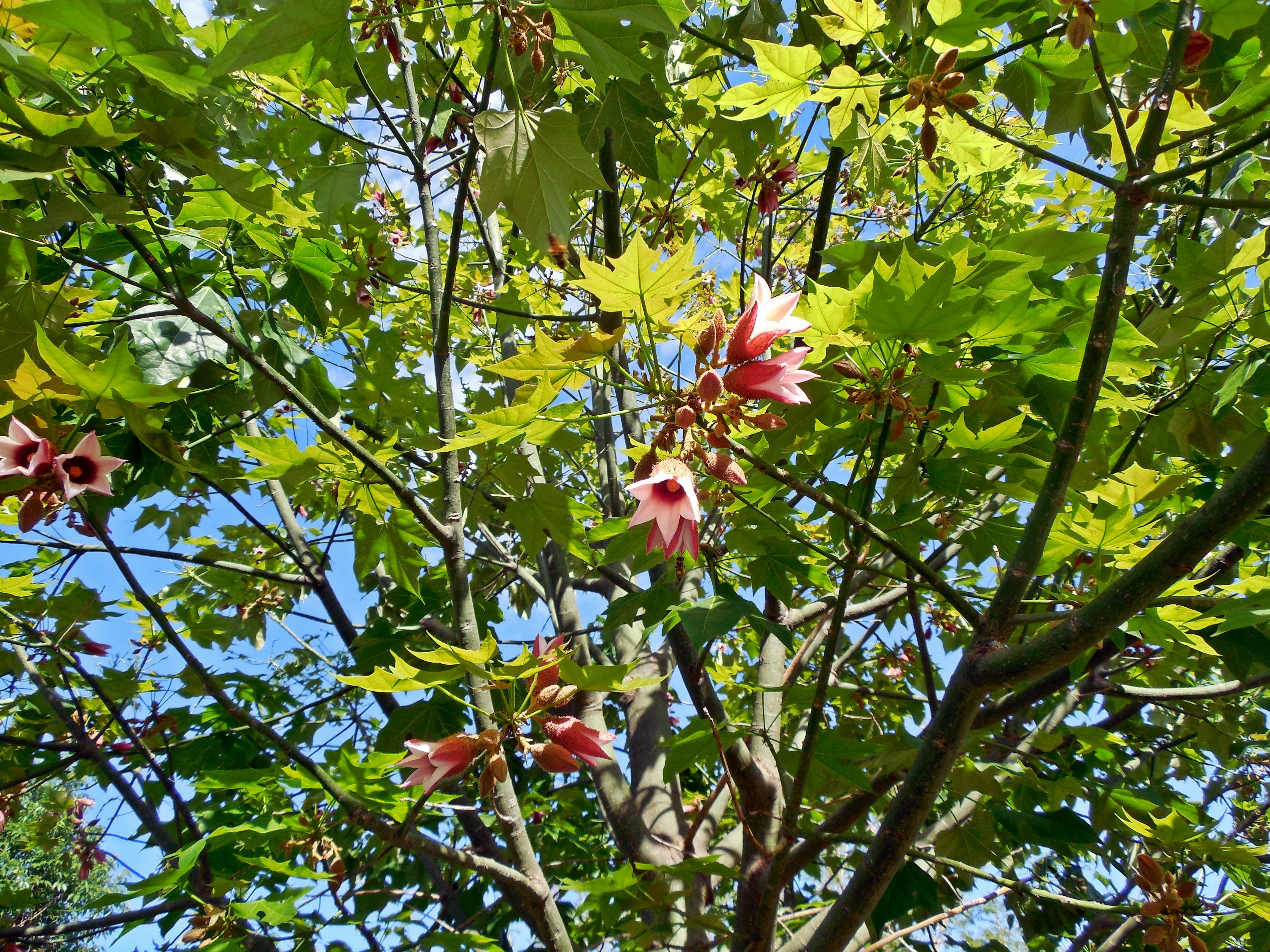
Brachychiton discolor, con flores

Brachychiton discolor es un árbol del bosque lluvioso del este de Australia, aunque crece en áreas más secas. Se encuentra disperso desde el poblado de Paterson, Nueva Gales del Sur (32° S) hasta Mackay, Queensland (21° S). Hay también una aislada comunidad de esos árboles en la Península del Cabo York.
Nombres comunes incluyen braquiquito rosa, árbol corteza de cinta (lacebark tree), Kurrajong cinta (lace Kurrajong), Kurrajong rosa (pink Kurrajong), árbol botella (scrub bottle tree), Kurrajong blanco (white Kurrajong), árbol sombrero (hat tree) y sicómoro (sycamore).

## Descripción
Es un árbol atractivo de hasta 30 metros de alto presentando flores rosas sin pétalos. El tronco es recto, gris y cilíndrico, de hasta 75 cm de diámetro. No está ensanchado en la base. Las ramitas son vellosas, cafés y lisas.
Las hojas son vellosas; con tres lóbulos, cinco o siete puntas. De 10 a 20 cm de diámetro. Son blancuzcas por el envés, verde oscuras en el haz. Las venas son visibles por ambos lados.
Las flores se forman de noviembre a diciembre. Las flores son rosas, casi sin tallos, de 3 a 4 cm de diámetro. Las flores femeninas y masculinas están separadas y no tienen pétalos. El fruto es un folículo en forma de barquito que madura de diciembre a julio, de 7 a 20 cm de largo que contiene hasta 30 semillas, de 9 mm de largo. La germinación de la semilla fresca ocurre sin ninguna dificultad.

## Usos
Es ampliamente utilizado como árbol ornamental. La madera fue usada en escudos por los aborígenes australianos. Las semillas tostadas son comestibles para los humanos.